# Ворх, Кристиан
Кристиан Ворх (нем. Christian Worch; 14 марта 1956, Гамбург) — немецкий неонацист, руководящий активист нескольких ультраправых организаций, сподвижник Михаэля Кюнена, отрицатель Холокоста. Организатор движения Свободные товарищества. Считается одним из ведущих деятелей германского неофашизма.

## Семейная традиция
Многие члены семьи Кристиана Ворха были убеждёнными нацистами. Некоторые авторы утверждают, будто Кристиан вырос без отца, а его мать после развода вышла замуж за бывшего военврача Ваффен-СС. Однако сам Ворх в своих интервью этого не подтверждает и называет врача-нациста своим отцом.
Активным нацистом был и дядя Кристиана, служивший в люфтваффе. Бабушка помогала в побеге из английского плена шефу лионского гестапо Клаусу Барбье. Матери на свадьбу была подарена Майн Кампф, которую Кристиан читал в детстве.
В подростковом возрасте Кристиан Ворх конфликтовал с одноклассниками-марксистами, что укрепило его в ультраправых и антикоммунистических взглядах. Гимназию он не окончил, высшего образования не получил, однако, по его словам, прочитал три тысячи книг и написал двадцать романов. Не был призван на службу в бундесвер как политически неблагонадёжный. Приобрёл специальность помощника нотариуса.

## Ультраправый активист

### В структурах Кюнена
В 1977 году Кристиан Ворх примкнул к неонацистской группировке Михаэля Кюнена Hansa-Bande. Тогда же вступил во Фронт действия национал-социалистов (ANS). Участвовал в акциях отрицания Холокоста, в том числе в известном провокационном шествии под лозунгом «Ослы верят, что евреев травили газами». Курировал контакты с движением Викингюгенд. Ворх стал одним из ближайших сподвижников Кюнена.
В 1979 Михаэль Кюнен был арестован. Руководящие функции в ANS принял Кристиан Ворх. В 1980 был арестован и Ворх — по обвинению в призывах к насилию. Отбыл три года в заключении.
После запрета ANS в 1983 году Кристиан Ворх присоединился к Свободной немецкой рабочей партии (FAP). Занимал в FAP пост заместителя председателя. Поддержал Михаэля Кюнена во внутрипартийном конфликте с Фридхельмом Буссе и Юргеном Мослером. В 1989 Ворх в составе группы Кюнена вышел из FAP.
Участвовал в создании Сообщества единомышленников Нового фронта. Курировал помощь неонацистам, находящимся в заключении и борьбу против антифа. Организовывал акции памяти Рудольфа Гесса. Унаследовав семейную недвижимость, Ворх обеспечил собственную экономическую самостоятельность и смог оказывать неонацистским организациям серьёзную финансовую помощь.

### В Свободных товариществах
С 1990-х Кристиан Ворх, наряду со Штеффеном Хупкой и Томасом Вульфом, стал ключевым организатором неформального неофашистского движения Свободные товарищества (Freie Kameradschaften). В апреле 1994 года в городе Бад-Готлойба-Берггисхюбель Ворх провёл совещание с лидером запрещённой к тому времени Немецкой альтернативы Франком Хюбнером и организатором Национального наступления Михаэлем Свирцеком. Был согласован новый курс — формирование мобильных полуподпольных структур, не имеющих формальной регистрации, но идеологически мотивированных, организационно прочных и способных обойти законодательные запреты.
Ворх выступал связующим звеном между товариществами и легальной ультраправой Национал-демократической партией (NPD). Поддерживал тесный контакт с Гюнтером Деккертом и Удо Фойгтом. Со своей стороны, Фойгт рассматривал Freie Kameradschaften как инструмент «завоевания улицы». Был противником объединения NPD с Немецким народным союзом.
За нацистскую пропаганду в 1994 Ворх был вновь осуждён. В 1996—1997 находился в тюрьме за попытки воссоздания запрещённого ANS. Федеральная служба защиты конституции Германии характеризовала Кристиана Ворха как «опасного нераскаявшегося преступника». В общей сложности Кристиан Ворх провёл в тюрьме около пяти с половиной лет.

## Идеи и оценки
Взгляды Кристиана Ворха основаны на идеологии Третьего пути. При этом после падения ГДР и объединения Германии Ворх стал менее жёстким антикоммунистом.

Молодое поколение хочет идти своим путем — типичный конфликт отцов и детей. Подобное происходило в ГДР. Крах социализма и наступление рынка вызвали перемены, не всем пришедшиеся по душе. Людям нужно что-то третье. Но выбор ограничен. Идеологический конфликт между коммунизмом и национал-социализмом не слишком велик. Разница есть, но обе системы противостоят капитализму.

Кристиан Ворх

Своими целями Ворх называет «социальную справедливость и величие Германии». Не считает себя антисемитом, высказывает уважение к «интеллектуальным способностям евреев» и военным победам Израиля. При этом высказывает уважение к Гитлеру как «неповторимой исторической личности». В организационном плане Ворх делает осознанную ставку на безработных и социальных маргиналов, которым нечего терять.
27 мая 2012 года Кристиан Ворх основал и возглавил неофашистскую партию Правые, которая получила мандат в городском совете Дортмунда.
Политические эксперты ФРГ относят Кристиана Ворха к «самым опытным и авторитетным функционерам неофашистского лагеря».

## Личностные особенности
Кристиан Ворх известен замкнутостью характера и склонностью к одиночеству. По этой причине он не женат и никогда не заводил семью (хотя теоретически допускает, что мог бы жениться на немке, скандинавке или нидерландке).